# 四国歯科衛生士学院専門学校
四国歯科衛生士学院専門学校（しこくしかえいせいしがくいん、英称：Shikoku Dental Hygienist College）とは、徳島県徳島市勝占町にある医療系の専門学校。

## 沿革
- 1995年（平成7年）7月30日 - 学校設置
- 2010年（平成22年）4月 - 阿南市から徳島市へ本校を移転。

## 学科
- 歯科衛生士

## 所在地
- 〒770-8023 徳島市勝占町外敷地16-36

## 交通
- JR四国牟岐線中田駅から徒歩約20分。